# Opinogóra Górna
Opinogóra Górna ist ein Dorf und Sitz der gleichnamigen Gemeinde im Powiat Ciechanowski der Woiwodschaft Masowien, Polen.

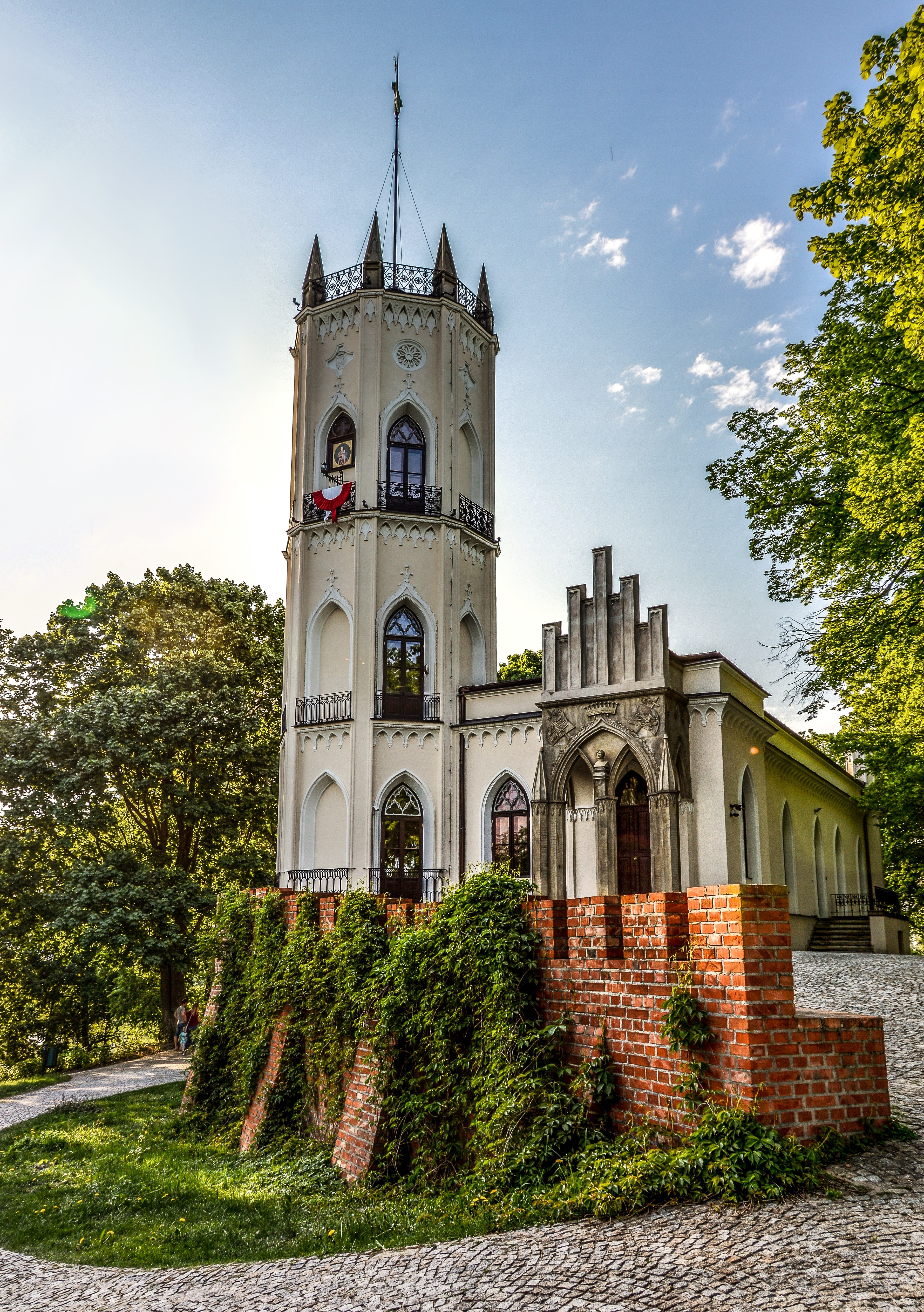
Der neugotische Krasiński-Palast

## Gemeinde
Zur Landgemeinde (gmina wiejska) Opinogóra Górna gehören 40 Ortschaften mit einem Schulzenamt (sołectwo):
Bacze
Bogucin
Chrzanowo
Chrzanówek
Czernice
Długołęka
Dzbonie
Elżbiecin
Goździe
Janowięta
Kąty
Kobylin
Kołaczków
Kołaki-Budzyno
Kołaki-Kwasy
Kotermań
Łaguny
Łęki
Opinogóra Dolna
Opinogóra Górna
Opinogóra-Kolonia
Pajewo-Króle
Pałuki
Pokojewo
Pomorze
Przedwojewo
Przytoka
Rąbież
Rembowo
Rembówko
Sosnowo
Wierzbowo
Wilkowo
Władysławowo
Wola Wierzbowska
Wólka Łanięcka
Załuże-Imbrzyki
Załuże-Patory
Zygmuntowo
Ein weiterer Ort der Gemeinde ist Klonowo.